# Pojayal 2da. Sección
Pojayal 2da. Sección är en ort i Mexiko.   Den ligger i kommunen Ixhuatán och delstaten Chiapas, i den sydöstra delen av landet, 700 km öster om huvudstaden Mexico City. Pojayal 2da. Sección ligger 1 011 meter över havet och antalet invånare är 371.
Terrängen runt Pojayal 2da. Sección är huvudsakligen bergig, men åt sydväst är den kuperad. Runt Pojayal 2da. Sección är det ganska tätbefolkat, med 72 invånare per kvadratkilometer. Närmaste större samhälle är Ixhuatán, 3,1 km väster om Pojayal 2da. Sección. I omgivningarna runt Pojayal 2da. Sección växer i huvudsak städsegrön lövskog.